# Lamaling
Lamaling (mal. Kampong Lamaling) – wieś w mukimie Batu Apoi w dystrykcie Temburong we wschodnim Brunei. Położona jest przy drodze Jalan Selapon, na południowy wschód od Bangar.